# Radim Jančura

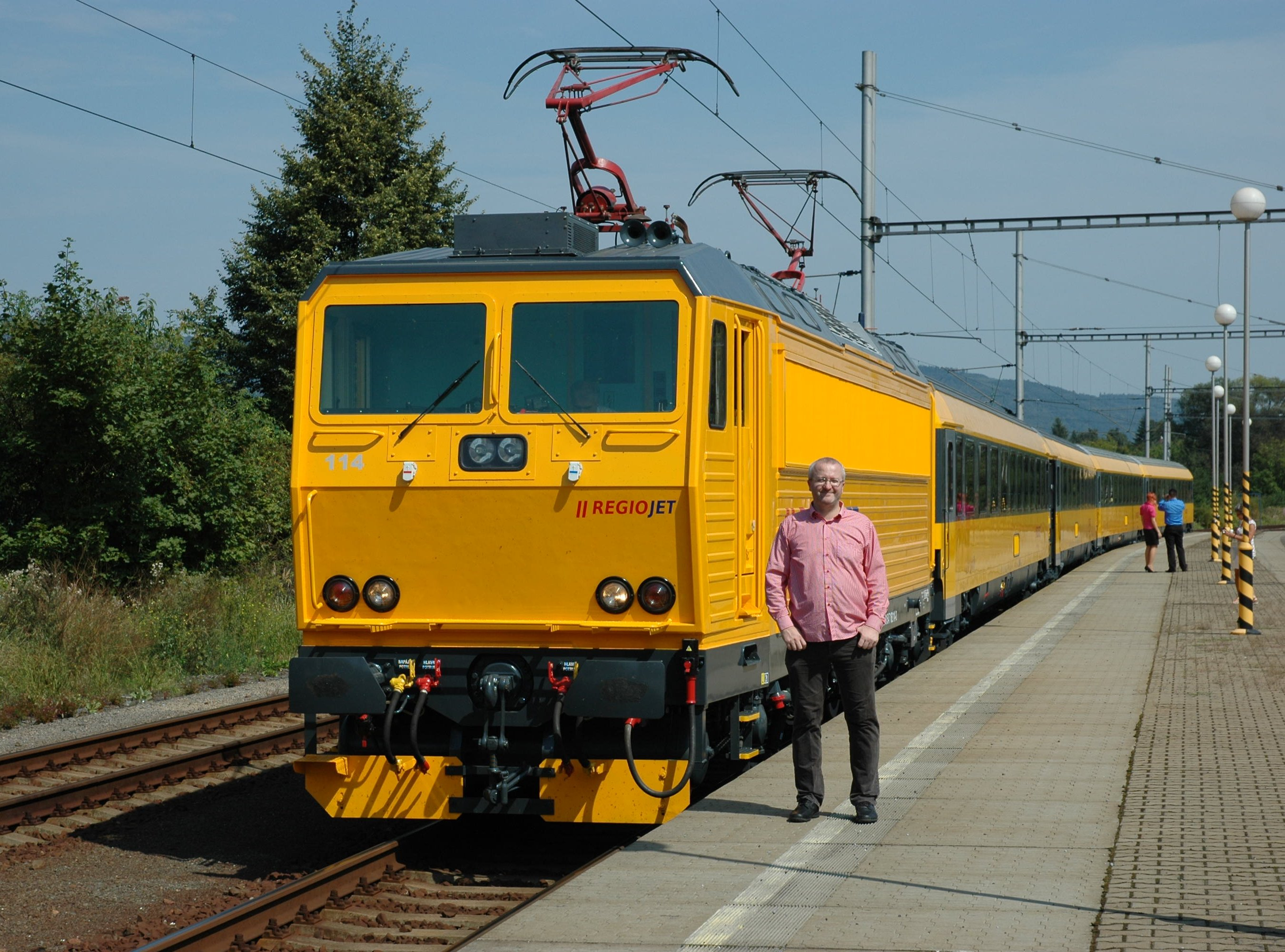
Jančura a RegioJet egyik mozdonya előtt 2011-ben

Radim Jančura (Ostrava, 1972. január 12. –) cseh vállalkozó és menedzser. A Brnói Műszaki Egyetemen végzett. Alapítója és tulajdonosa a Student Agency cseh cégnek. és leányvállalatának, a RegioJetnek.
2006-ban Radim Jančura elnyerte az Ernst & Young Az év vállalkozója Csehországban díját